# Nespereira (Gouveia)
Nespereira é uma povoação portuguesa sede da Freguesia de Nespereira do Município de Gouveia, freguesia com 5,39 km² de área e 661 habitantes (censo de 2021), tendo, por isso, uma densidade populacional de 122,6 hab./km².

## Património
- Cadeiral da Nespereira[3]
- Igreja da Nossa Senhora da Graça
- Capela de São Pelágio
- Capela de São Domingos
- Capela de Penedos Mouros
- Solar dos Albuquerques

## Demografia
A população registada nos censos foi:
| Distribuição da População por Grupos Etários | Distribuição da População por Grupos Etários | Distribuição da População por Grupos Etários | Distribuição da População por Grupos Etários | Distribuição da População por Grupos Etários |
| -------------------------------------------- | -------------------------------------------- | -------------------------------------------- | -------------------------------------------- | -------------------------------------------- |
| Ano                                          | 0-14 Anos                                    | 15-24 Anos                                   | 25-64 Anos                                   | > 65 Anos                                    |
| 2001                                         | 94                                           | 125                                          | 417                                          | 225                                          |
| 2011                                         | 88                                           | 64                                           | 398                                          | 208                                          |
| 2021                                         | 68                                           | 54                                           | 295                                          | 244                                          |